# Walisische Badmintonmeisterschaft 2011
Die Walisische Badmintonmeisterschaft 2011 fand im Februar 2011 in Cardiff statt.

## Medaillengewinner
| Disziplin    | Gold                         | Silber                         | Bronze                              |
| ------------ | ---------------------------- | ------------------------------ | ----------------------------------- |
| Herreneinzel | Daniel Font                  | Martyn Lewis                   | Oliver Gwilt                        |
| Herreneinzel | Daniel Font                  | Martyn Lewis                   | Luke Tanner                         |
| Dameneinzel  | Sarah Thomas                 | Carissa Turner                 | Aimee Moran                         |
| Dameneinzel  | Sarah Thomas                 | Carissa Turner                 | Jordan Hart                         |
| Herrendoppel | Martyn Lewis Matthew Hughes  | James Phillips Joe Morgan      | Daniel Font Oliver Gwilt            |
| Herrendoppel | Martyn Lewis Matthew Hughes  | James Phillips Joe Morgan      | Gareth Cox Nic Strange              |
| Damendoppel  | Vikki Jones Bethan Higginson | Carissa Turner Caroline Harvey | Ellen Mahenthiralingam Louise Breen |
| Mixed        | Joe Morgan Jo Sullivan       | Nic Strange Vikki Jones        | James Phillips Caroline Harvey      |
| Mixed        | Joe Morgan Jo Sullivan       | Nic Strange Vikki Jones        | Richard Vaughan Aimee Moran         |